# ホルスト・ゼンドラー
ホルスト・ゼンドラー（Horst Sendler, 1925年6月17日カメンツ生まれ。2006年1月13日ベルリンで死去。）は、ドイツの法律家である。 
ゼンドラーは1956年ベルリン自由大学で博士号を取得し、1958年からベルリン政府自治課で行政実務を経験した。1969年からベルリン自由大学の名誉教授である。 
1966年から連邦行政裁判所裁判官を務め（第4部）、1976年から副長官兼第7部首席裁判官、1980年から1991年まで長官を務めた。 
1992年から1997年まで環境法典に関するいわゆる独立専門委員会の委員長を務めた。ただし、 2009年2月1日にその法典は廃案になった。   

## リンク
- ホルスト・ゼンドラーの著作およびホルスト・ゼンドラーを主題とする文献 - ドイツ国立図書館の蔵書目録（ドイツ語）より。

Template:Navigationsleiste Präsidenten des Bundesverwaltungsgerichts